# Софтвер за шифровање
Софтвер за шифровање је софтвер који користи криптографију како би спречио неовлашћени приступ дигиталним информацијама.Криптографија се користи за заштиту дигиталних информација на рачунарима, као и дигиталних информација које се шаљу другим рачунарима преко Интернета.

## Класификација
Постоји много софтверских производа који пружају могућност шифровања. Софтвер за шифровање користи шифру како би садржај претворио у шифровани текст. Један од начина класификације овог типа софтвера је према типу шифре која се користи. Шифре се могу поделити у две категорије: шифре са јавним кључем (познате и као асиметричне шифре) и шифре са симетричним кључем. Софтвер за шифровање може се заснивати на шифровању са јавним кључем или на шифровању са симетричним кључем.
Други начин класификације софтвера за шифровање је према његовој сврси. Овим приступом, софтвер за шифровање може се поделити на софтвер који шифрује „податке у преносу“ и софтвер који шифрује „податке у мировању“. Подаци у преносу обично користе шифре са јавним кључем, док подаци у мировању углавном користе симетричне шифре.
Симетричне шифре могу се даље поделити на стрим шифре и блок шифре. Стрим шифре обично шифрују текст бит по бит или бајт по бајт и најчешће се користе за шифровање комуникација у реалном времену, као што су аудио и видео информације. Кључ се користи за успостављање почетног стања генератора кључног тока, а излаз тог генератора се користи за шифровање текста. Блок алгоритми за шифровање деле текст на блокове фиксне величине и шифрују блок један по један. На пример, AES обрађује блокове од 16 бајтова, док је његов претходник DES шифровао блокове од осам бајтова.
Постоји и добро познат случај у којем се инфраструктура јавног кључа (PKI) користи за податке у преносу или за податке у мировању.

## Подаци у преносу
Подаци у преносу су подаци који се шаљу преко рачунарске мреже. Када су подаци између две крајње тачке, свака поверљива информација може бити изложена ризику. Поверљиви подаци могу бити шифровани како би се обезбедила њихова поверљивост, као и интегритет и аутентичност.
Често су подаци у преносу између два ентитета који се међусобно не познају – као у случају посете веб-сајту. За успостављање односа и сигурно дељење кључа за шифровање који ће осигурати размењене информације, развијен је сет улога, политика и процедура; овај систем је познат као инфраструктура јавног кључа (PKI). Када PKI успостави сигурну везу, симетрични кључ може бити подељен између крајњих тачака. Симетрични кључ се преферира у односу на приватне и јавне кључеве јер је симетрична шифра знатно ефикаснија (троши мање процесорских циклуса) од асиметричне шифре. Постоји неколико метода за шифровање података у преносу, као што су IPsec, SCP, SFTP, SSH, OpenPGP и HTTPS.

## Подаци у мировању
Подаци у мировању односе се на податке који су сачувани на трајној меморији. Подаци у мировању се обично шифрују коришћењем симетричног кључа.
Шифровање се може применити на различитим слојевима у складишној хијерархији. На пример, шифровање се може конфигурисати на нивоу диска, на делу диска који се назива партиција, на волумену (који представља комбинацију дискова или партиција), на нивоу фајл система или унутар апликација у корисничком простору, као што су базе података или друге апликације које раде на хост оперативном систему.
Код потпуног шифровања диска, цео диск је шифрован (осим делова неопходних за покретање система или приступ диску када се не користи нешифрована партиција за покретање/пред-покретање). Како се дискови могу поделити на више партиција, шифровање партиција може се користити за шифровање појединачних партиција диска. Волумени, који се стварају комбиновањем две или више партиција, могу се шифровати коришћењем шифровања волумена. Фајл системи, који такође могу бити састављени од једне или више партиција, могу се шифровати на нивоу фајл система. Директоријуми се сматрају шифрованим када су датотеке унутар њих шифроване. Шифровање датотека се односи на шифровање појединачних датотека.
Шифровање база података делује на податке који се чувају, прихватајући нешифроване информације и записујући те информације у трајну меморију тек након што су подаци шифровани. Шифровање на нивоу уређаја, термин који укључује уређаје за шифровање као што су тракасти уређаји са могућношћу шифровања, може се користити за преузимање задатака шифровања са процесора.

## Пренос података у мировању
Када постоји потреба за безбедним преносом података у мировању, а не постоји могућност успостављања сигурне везе, развијени су алати у корисничком простору који подржавају ову потребу. Ови алати се ослањају на то да прималац објави свој јавни кључ, а да пошиљалац може да добије тај јавни кључ. Пошиљалац затим може да генерише симетрични кључ за шифровање информација и да користи јавни кључ примаоца како би сигурно заштитио пренос информација и симетричног кључа. Овај приступ омогућава безбедан пренос информација од једне до друге стране.

## Перформансе
Перформансе софтвера за енкрипцију мере се у односу на брзину процесора. Стога, циклуси по бајту (понекад скраћено цпб), јединица која указује на број тактова које микропроцесор треба да обради по бајту података, представља уобичајену јединицу мерења. Циклуси по бајту служе као делимични индикатор стварних перформанси у криптографским функцијама. Апликације могу понудити своју енкрипцију, која се зове уграђена енкрипција, укључујући апликације за базе података као што су Microsoft SQL, Oracle и MongoDB, и обично се ослањају на директну употребу циклуса процесора за перформансе. Ово често утиче на жељеност енкрипције у предузећима која траже већу безбедност и лакше испуњавање усаглашености, јер утиче на брзину и обим обраде података унутар организација и према њиховим партнерима.